# Cristești (okręg Alba)
Cristești – wieś w Rumunii, w okręgu Alba, w gminie Mogoș. W 2011 roku liczyła 40 mieszkańców.